# Надијад
Надијад је град у Индији у држави Гуџарат. Према незваничним резултатима пописа 2011. у граду је живело 218.150 становника.

## Становништво
Према незваничним резултатима пописа, у граду је 2011. живело 218.150 становника.
| 1991.   | 2001.   | 2011.   |
| ------- | ------- | ------- |
| 167.051 | 192.913 | 218.150 |